# Памятники комару

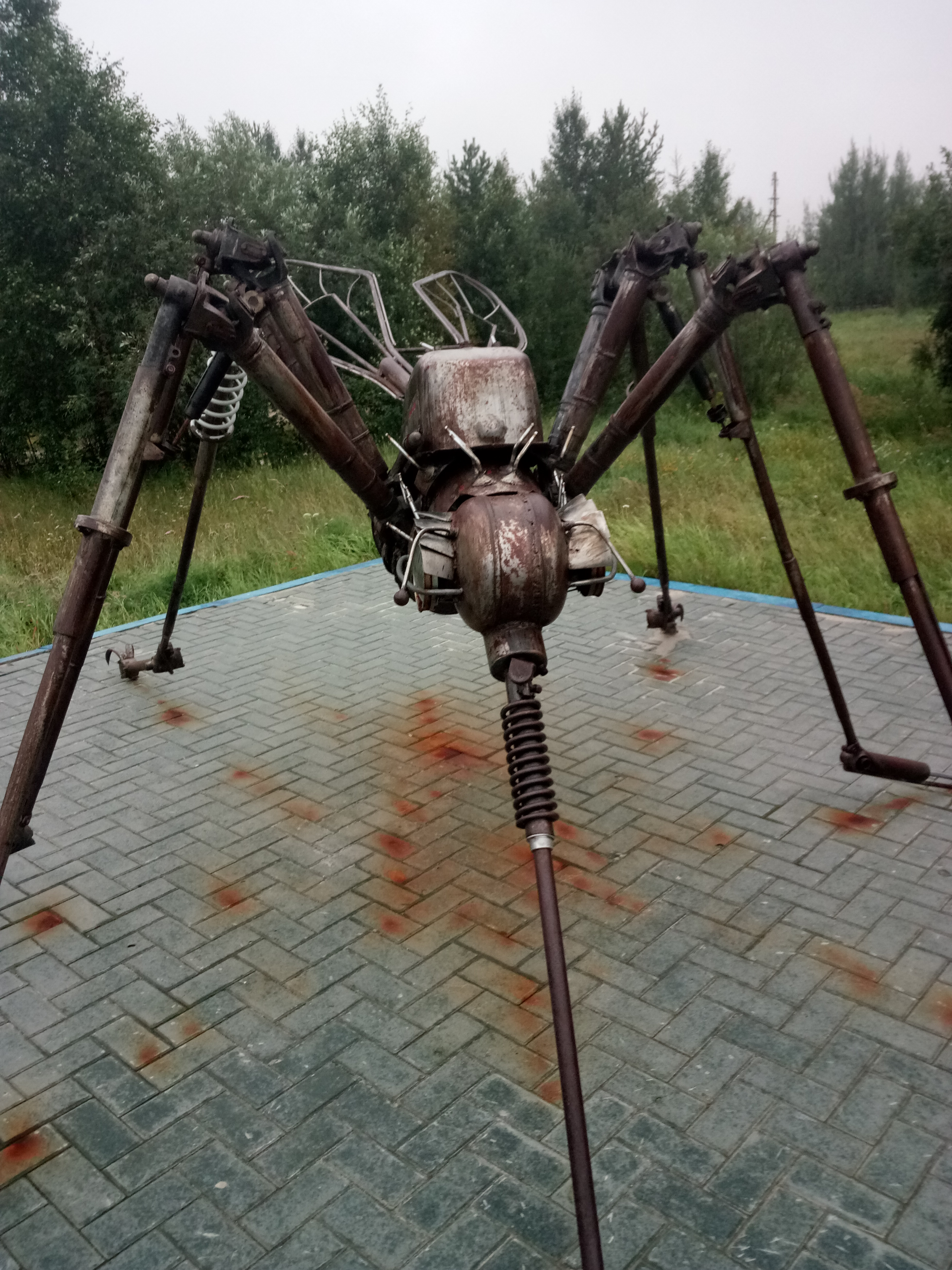
Памятник комару в Ноябрьске.

Список скульптурных монументов комару.

## Россия
- Памятник комару установлен в Ноябрьске в 2006 году и располагается в Сквере ветеранов. Как сообщает агентство Newsru.com, его установили рабочие компрессорной станции № 1 Ноябрьского управления магистральных трубопроводов «Сургутгазпрома»[1]. Автором скульптурной композиции, выполненной из списанных металлических деталей, стал местный скульптор Валерий Чалый[2][3]. По состоянию на март 2010 года памятник находился при въезде в поселок Ладный справа за проходной КС-1 на территории станции. Координаты памятника: 63°11’26"N, 75°33’9"E.

- В городе Усинск (республика Коми) 12.10.2012 г. был установлен памятник комару.[4]

- В Санкт-Петербурге в течение полугода (с 19 октября 1997 по 19 мая 1998) простоял памятник-акция комару, созданный художниками из группы «Новые тупые»[5].

## Украина
- Памятник комару существует в городе Бердянск[6].

## Канада
- В 1984 году четырёхметровый памятник комару был установлен в канадском городе Комарно (провинция Манитоба)[7].